# شیء ریاضی

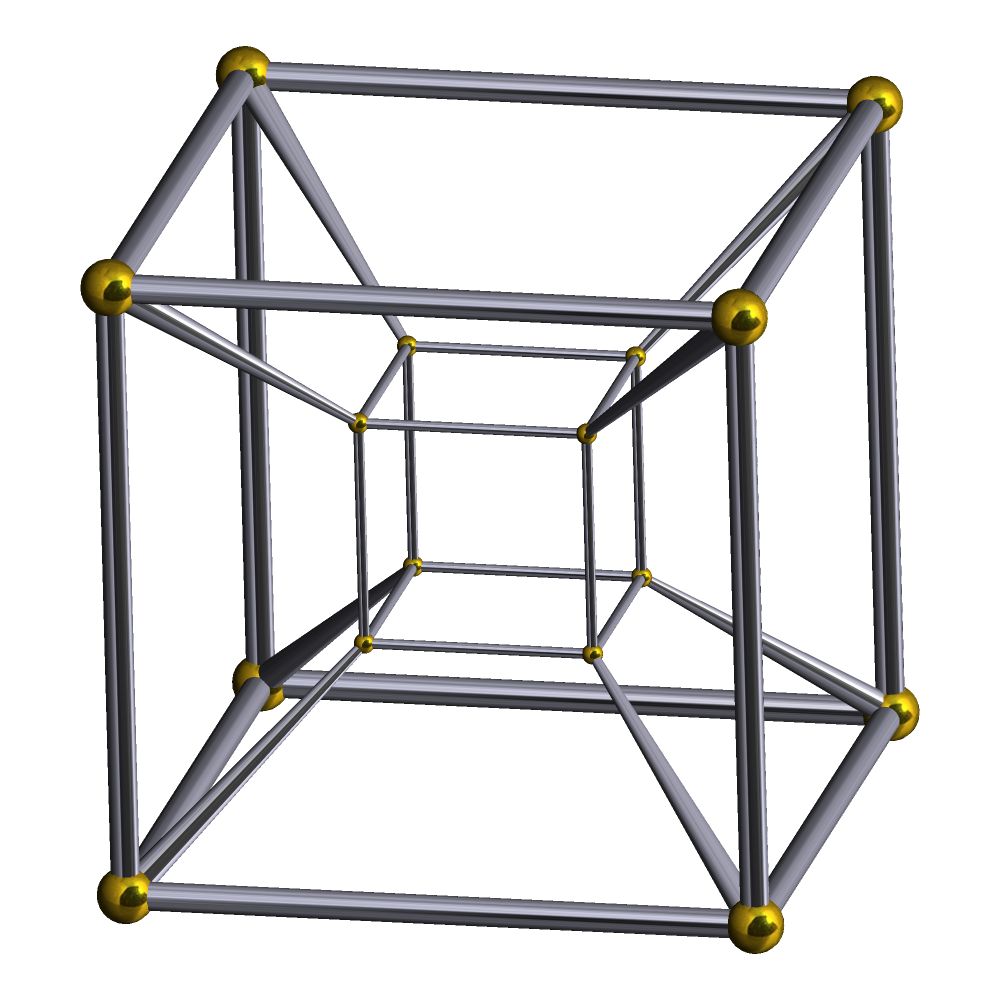
شی ریاضی

یک شیء ریاضیاتی، یک شئ انتزاعی است که در ریاضیات به چشم می‌آید. این مفهوم، در فلسفه ریاضیات مطالعه می‌شود.
در عرف ریاضیات، یک شئ هر چیزیست که رسماً تعریف شده باشد (یا می‌تواند بشود) و با آن بتوان استدلال استنتاجی و اثبات ریاضی انجام داد. از اشیای ریاضی رایج می‌توان اعداد، جایگشت ها ، افرازها، ماتریس ها، مجموعه ها، توابع و روابط را نام برد. هندسه، به عنوان شاخه‌ای از ریاضیات است اشیایی مانند شش ضلعی، نقطه، خط، مثلث،مستطیل، دایره، کره، چندوجهی، فضاهای توپولوژیکی و خمینه را داراست. شاخه‌ای دیگر -جبر- گروهها، حلقهها، میدانها و شبکههای نظریه گروهی ای را بعنوان اشیاء داراست. کاتگوریها به طور همزمان منزل اشیای ریاضی و اشیای ریاضی به خودی خود، هستند. در نظریه برهان، اثبات‌ و قضایا نیز اشیای ریاضی هستند.
وضعیت هستی‌شناسانه اشیای ریاضی، موضوع پژوهشها و چالش‌های فراوان برای فیلسوفان ریاضیات بوده است.

### کتابشناسی
- Azzouni, J. , 1994. Metaphysical Myths, Mathematical Practice. Cambridge University Press.
- Burgess, John, and Rosen, Gideon, 1997. A Subject with No Object. Oxford Univ. Press.
- Davis, Philip and Reuben Hersh, 1999 [1981]. The Mathematical Experience. Mariner Books: 156-62.
- Gold, Bonnie, and Simons, Roger A. , 2008. Proof and Other Dilemmas: Mathematics and Philosophy. Mathematical Association of America.
- Hersh, Reuben, 1997. What is Mathematics, Really? Oxford University Press.
- Sfard, A. , 2000, "Symbolizing mathematical reality into being, Or how mathematical discourse and mathematical objects create each other," in Cobb, P. , et al., Symbolizing and communicating in mathematics classrooms: Perspectives on discourse, tools and instructional design. Lawrence Erlbaum.
- Stewart Shapiro, 2000. Thinking about mathematics: The philosophy of mathematics. Oxford University Press.